# Aghifoglia

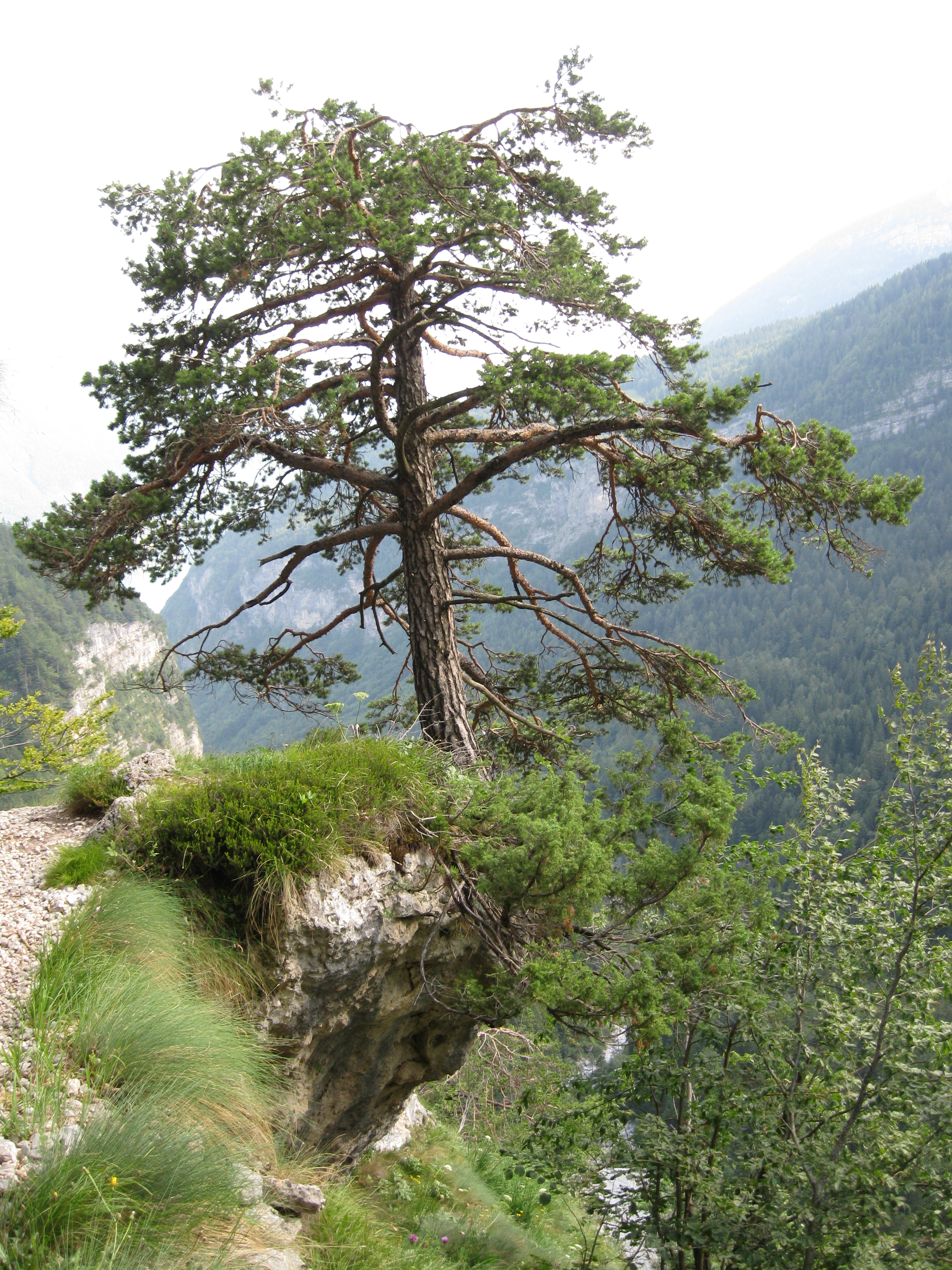
Il pino silvestre, un esempio di aghifoglia

Con il termine aghifoglie si indicano quelle piante, arbusti o alberi, che hanno foglie lineari e aghiformi, filiformi, dette appunto aghi, contrapponendole alle latifoglie con foglie larghe. 

## Caratteristiche
Benché il termine sia molto generico e privo di valenza scientifica, molti lo utilizzano per indicare le piante della divisione pinophyta, comunemente note come conifere. 
Molte piante aghifoglie sono anche sempreverdi, ad eccezione del larice (larix decidua) che è una caducifoglia. Esempi di altre piante aghifoglie sono: il rosmarino Rosmarinus officinalis, il ginepro comune Juniperus communis, cedro del libano cedrus libani, l'erica erica carnea, il brugo calluna vulgaris, il timo comune thymus vulgaris.

## Esempi
| Nome             | Descrizione | Immagine |
| ---------------- | --- | -------- |
| Pino             | Pino (Pinus L., 1753) è il nome comune di un genere di alberi e arbusti sempreverdi, appartenente alla famiglia Pinaceae. A questo genere appartengono circa 120 specie. |          |
| Abete bianco     | L'abete bianco (Abies alba Mill., 1759), detto anche abete comune, abezzo o avezzo, è una pianta tipica delle foreste e delle montagne dell'emisfero boreale. |          |
| Cipresso         | Cupressus L., 1753 è un genere di piante della famiglia Cupressaceae (cipressi in senso ampio) comprendente alberi anche di notevoli dimensioni, alti fino a 50 metri, con chioma generalmente affusolata, piramidale, molto ramificata e rametti cilindrici con numerosissime foglie. |          |
| Cedro del libano | Il cedro del Libano (Cedrus libani, A.Rich. 1823) è una specie appartenente alla famiglia Pinacee. |          |
| Larice           | Larix è un genere di conifere appartenenti alla famiglia delle Pinaceae. Vi appartengono i larici, con l'unica specie europea presente in Italia: Larix decidua Miller. |          |
| Rosmarino        | Il rosmarino (Salvia rosmarinus Schleid.) è una pianta perenne aromatica appartenente alla famiglia delle Lamiaceae. |          |
| Ginepro          | Juniperus L., più comunemente noto come ginepro, è un genere di piante della famiglia delle Cupressaceae, comprendente 60 specie legnose, arboree e arbustive, tra cui sette spontanee della flora italiana e adatte alla selvicoltura.                                                |          |
| Erica carnea     | L'Erica carnea si presenta come una pianta spontanea perenne appartenente alla famiglia delle Ericaceae e al genere Erica. |          |
| Brugo            | Il brugo (Calluna vulgaris [L., Hull, 1808]) è una pianta spontanea appartenente alla famiglia delle Ericacee. È l'unica specie del genere Calluna. |          |
| Thymus           | Thymus L., 1753 è un genere di piante della famiglia delle Lamiaceae. |          |